# The Meyerowitz Stories
The Meyerowitz Stories (New and Selected) (no Brasil: Os Meyerowitz: Família Não se Escolhe (Histórias Novas e Selecionadas) é um filme de comédia dramática norte-americano de 2017 escrito e dirigido por Noah Baumbach. Protagonizado por Adam Sandler, Ben Stiller, Dustin Hoffman e Emma Thompson, estreou no Festival de Cannes 2017, no qual competiu para a Palm d'Or.

## Sinopse
Nova York. Harold Meyerowitz (Dustin Hoffman) é o patriarca da família, casado com Maureen (Emma Thompson) e pai de Matthew (Ben Stiller), Danny (Adam Sandler) e Jean (Elizabeth Marvel). Escultor aposentado e extremamente vaidoso, ele fica satisfeito ao saber que está sendo organizado uma exposição para celebrar seu trabalho artístico. Só que, em meio aos preparativos, Harold adoece e faz com que todos os filhos precisem se unir para ajudá-lo a se recuperar, o que resulta em várias situações que colocam a limpo traumas do passado.

## Elenco
- Adam Sandler - Danny Meyerowitz
- Ben Stiller - Matthew Meyerowitz
- Dustin Hoffman - Harold Meyerowitz
- Emma Thompson - Maureen Meyerowitz
- Grace Van Patten - Eliza Meyerowitz
- Elizabeth Marvel - Jean Meyerowitz
- Rebecca Miller - Loretta Shapiro
- Judd Hirsch - L.J. Shapiro
- Adam Driver - Randy
- Sigourney Weaver - Ela mesma
- Michael Chernus - Enfermeiro
- Gayle Rankin - Pam
- Danny Flaherty - Marcus
- Adam David Thompson - Brian
- Ronald Alexander Peet - James
- Sakina Jaffrey - Dr. Soni